# Сельское поселение Тамбовское (Кабардино-Балкария)
Се́льское поселе́ние Тамбо́вское — муниципальное образование в составе Терского района республики Кабардино-Балкария.
Административный центр — село Тамбовское.

## География
Сельское поселение Тамбовское расположено в центральной части Терского района. В состав сельского поселения входят два населённых пункта.
Площадь территории муниципального образования составляет — 45,93 км2. Большую часть площади занимают сельскохозяйственные угодья.
Граничит с землями сельских поселений: Верхний Акбаш на юге, Дейское на юго-западе и Арик на северо-западе и Инаркой на востоке.
Муниципальное образование расположено на наклонной Кабардинской равнине, в переходной от предгорной в равнинную, зоне республики. Средние высоты на территории сельского поселения составляют 257 метров над уровнем моря. Рельеф местности представляют собой в основном наклонную предгорную равнину переходящая на севере в склоны Арикского хребта.
Гидрографическая сеть представлена Акбашским каналом и его ответвлением каналом Тамбовский. Местность богата грунтовыми водами.
Климат влажный умеренный с тёплым летом и прохладной зимой. Среднегодовая температура воздуха составляет около +10,5°С, и колеблется от средних +22,5°С в июле, до средних -2,0°С в январе. Минимальные температуры зимой крайне редко отпускаются ниже -10°С, летом максимальные температуры достигают +35°С. Среднегодовое количество осадков составляет около 650 мм. Основная часть осадков выпадает в период с апреля по июнь. Основные ветры — восточные и северо-западные.

## История
В 1951 году сёла Тамбовское и Нижний Акбаш были объединены в одно муниципальное образование, с административным центром в селе Тамбовское.
В 1992 году Тамбовский сельсовет реорганизован и преобразован в Тамбовскую сельскую администрацию.
Муниципальное образование Тамбовское наделено статусом сельского поселения Законом Кабардино-Балкарской Республики от 27.02.2005 №13-РЗ «О статусе и границах муниципальных образований в Кабардино-Балкарской Республике».

## Население
| 2002  | 2010  | 2012  | 2013  | 2014  | 2015  | 2016  |
| ----- | ----- | ----- | ----- | ----- | ----- | ----- |
| 1851  | ↗1873 | ↘1856 | ↘1847 | ↘1837 | ↗1854 | ↗1862 |
| 2017  | 2018  | 2019  | 2020  | 2021  | 2023  | 2024  |
| ↘1857 | ↘1852 | ↗1868 | ↗1880 | ↗1946 | ↗1956 | ↗1969 |
| 2025  |       |       |       |       |       |       |
| ↗1985 |       |       |       |       |       |       |

Процент от населения района — 3.7 %
Плотность — 43.22 чел./км2

### Национальный состав
По данным Всероссийской переписи населения 2010 года:
| Народ      | Численность, чел. | Доля от всего населения, % |
| ---------- | ----------------- | -------------------------- |
| кабардинцы | 1 702             | 90,9 %                     |
| русские    | 147               | 7,8 %                      |
| другие     | 24                | 1,3 %                      |
| всего      | 1 873             | 100 %                      |

## Состав поселения
| № | Населённый пункт | Тип населённого пункта       | Население | Доля от населения (%) |
| - | ---------------- | ---------------------------- | --------- | --------------------- |
| 1 | Нижний Акбаш     | село                         | ↗1036     | 54,8 %                |
| 2 | Тамбовское       | село, административный центр | ↗910      | 45,2 %                |

## Местное самоуправление
Администрация сельского поселения Тамбовское — село Тамбовское, ул. Дружбы, №168.
Структуру органов местного самоуправления сельского поселения составляют:
- Глава сельского поселения — Мешев Анзор Михайлович.
- Администрация сельского поселения Тамбовское — состоит из 5 человек.
- Совет местного самоуправления сельского поселения Тамбовское — состоит из 11 депутатов.

## Экономика
Основу экономики составляет сельское хозяйство. Наибольшее развитие получили выращивания злаковых и технических культур, а также овощеводство.

## Транспорт
Протяженность дорог на территории муниципального образования составляет 14,7 км. Из них с асфальтированным покрытием - 7,1 км, гравийным покрытием - 7,6 км.